# كيم كارتر
كيم كارتر (بالإنجليزية: Kym Carter)‏ هي منافسة ألعاب القوى أمريكية، ولدت في 12 مارس 1964 في إنغليووود في الولايات المتحدة.

## وصلات خارجية
- كيم كارتر على موقع الاتحاد الدولي لألعاب القوى (الإنجليزية)
- كيم كارتر على موقع أوليمبيديا (الإنجليزية)